# Craiva
Craiva is een Roemeense gemeente in het district Arad.
Craiva telt 3016 inwoners.